# Hydrobiosis gollanis
Hydrobiosis gollanis är en nattsländeart som beskrevs av Mosely in Mosely och Douglas E. Kimmins 1953. Hydrobiosis gollanis ingår i släktet Hydrobiosis och familjen Hydrobiosidae. Inga underarter finns listade i Catalogue of Life.